# Palacete Pinto Leite
O Palacete Pinto Leite, originalmente conhecido como Casa do Campo Pequeno, situado na rua da Maternidade (antiga rua do Campo Pequeno), em Lordelo do Ouro e Massarelos, na cidade do Porto, é uma residência burguesa do século XIX, mandada construir por Joaquim Pinto Leite, da abastada família portuense Pinto Leite, em meados do século XIX.
Em 1966, o palacete foi adquirido aos herdeiros pela Câmara Municipal do Porto, para nele ser instalado o Conservatório de Música, o que só veio a acontecer em 1975.
Devoluto desde 2008 com a saída do Conservatório de Música do Porto, em 2016 o município colocou o palacete em hasta pública, pelo preço base de 1,55 milhões de euros, para fins "exclusivamente de natureza cultural, artística ou afins". Foi arrematado pela irrisória quantia de 1,643 milhões de euros a uma empresa de António Oliveira e António Moutinho Cardoso, coleccionador de arte que promete ali criar um "ex-libris" cultural aberto à cidade.
Em 2019, António Oliveira, abandonou o projeto cultural e cedeu a sua posição (50%) ao sócio, António Moutinho Cardoso.
Após as obras de adaptação, o palacete deverá acolher residências artísticas, exposições temporárias e a coleção de mais de 300 quadros de pintores contemporâneos de Moutinho Cardoso.

## Família Pinto Leite
A família Pinto Leite foi uma das mais influentes do Porto, e do país, em meados do século XIX. A sua visibilidade social era muito forte no Porto da época.
Joaquim Pinto Leite era vice-presidente da Associação Civilizadora, em 1846 e pertenceu à comissão organizadora das festas de S. João no Bairro dos Clérigos, em 1849. Doou 24$000 para as obras do Hospital da Trindade, em 1853. Nesse mesmo ano, ofereceu à Câmara Municipal da cidade uma nova bomba de incêndios.

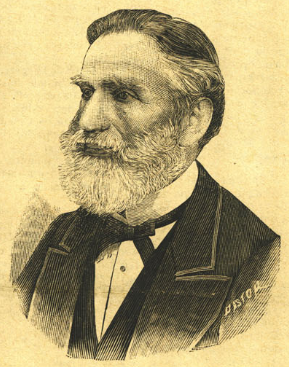
Sebastião Pinto Leite, Conde da Penha Longa

Seu irmão, José Pinto Leite, doou a quantia de um conto de réis para o fundo e socorro aos afectados pela febre amarela em Lisboa, no ano de 1857. Casada com o tio Sebastião Pinto Leite, a filha de José Pinto Leite, Clementina Libânia Pinto Leite, Condessa da Penha Longa e Viscondessa da Gandarinha, também exerceu por várias vezes a caridade pública, nomeadamente nos anos de 1860 e 1861, destinando parte do solar e da propriedade da Gandarinha para a criação do Asilo da Gandarinha, actualmente Fundação Condessa de Penha Longa.
Alguns dos membros desta família ocuparam um espaço central na sociedade portuense e nacional em diferentes épocas. Sebastião Pinto Leite, 1.º Conde de Penha Longa e 1.º Visconde da Gandarinha foi empresário agrícola e comercial e político; Júlio Pinto Leite, 2.º Visconde dos Olivais jure uxoris e 1.º Conde dos Olivais, empresário comercial; Licínio Pinto Leite, banqueiro e político português; José Pinto Leite, 2.º Conde dos Olivais e 2.º Conde de Penha Longa, académico e desportista; José Pedro Pinto Leite, empresário e político português, foi o dirigente da Ala Liberal, sendo substituído, após a sua morte, por Sá Carneiro.
No âmbito económico, os Pinto Leite revestiram-se de uma importância fundamental para a cidade do Porto. Estavam ligados a grandes negócios e à alta finança, tendo sido das poucas famílias portuenses que se instalaram com filiais comerciais em Inglaterra. As marcas desta grande capacidade económica ainda hoje perduram no Porto, nomeadamente no palacete da família Pinto Leite, mais conhecido como Casa do Campo Pequeno e nos sumptuosos jazigos da família nos Cemitérios da Irmandade da Lapa, no Porto, e dos Prazeres, em Lisboa.
O local onde se situa o Palacete foi inicialmente conhecido como Campo Pequeno, ficando paredes-meias com a Maternidade Júlio Dinis. Local residencial de Ingleses, bem referidos por Júlio Dinis em Uma Família Inglesa, estando então rodeado por terrenos agrícolas e quintas, a propriedade do Campo Pequeno foi adquirida por Joaquim Pinto Leite em 1854. (Porto Fotos)
A família possuiu outras residências em Lisboa, no Porto ou em Oliveira de Azeméis. Destacam-se, assim, além do palacete Pinto Leite ou Casa do Campo Pequeno, no Porto; o Palacete dos Viscondes e Condes Olivais e Penha Longa (mais conhecido como Palacete da Lapa), na Lapa, Lisboa; o Palacete dos Viscondes dos Olivais, em Lisboa; a Quinta da Gandarinha, em Oliveira de Azeméis; a Quinta do Tronco, no Porto; a Antwerp House, em Manchester e a Quinta da Penha Longa, em Sintra, que já havia sido propriedade do Marechal João Carlos de Saldanha Oliveira e Daun, 1.º Conde de Saldanha, 1.º Marquês de Saldanha e 1.º Duque de Saldanha.

## O edifício
Desconhece-se o autor do projecto, mas pelo estilo neopalladiano presume-se que tenha tido influências inglesas, contrário ao gosto da arquitectura portuense do século XIX, mais na influência das belas-artes francesas. Os azulejos que recobrem o edifício são originários de uma fábrica inglesa, a Minton, Hollings & Company, de Stoke-on-Trent.
Nesta casa apalaçada, Joaquim Pinto Leite plasmou uma ideia inovadora, em que a influência britânica é por demais evidente. Em primeiro lugar, refira-se que a escolha de um local no Campo Pequeno, junto ao cemitério inglês, não deve ter sido inocente.
Presume-se que Joaquim Pinto Leite pretendesse uma casa relativamente grande, onde toda a família pudesse hospedar-se, incluindo alguns dos irmãos que não residissem habitualmente no Porto. Pretendia também uma casa que seguisse modelos ingleses, tendo encarregue os irmãos que ali se tinham estabelecido de fazer uma prospecção de alguns exemplos que pudessem servir de modelo. Segundo a tradição familiar, Joaquim Pinto Leite esteve para comprar o Palácio dos Carrancas, o que não se concretizou provavelmente devido à vontade do rei D. Pedro V em adquiri-lo para residência real na cidade, alegando posteriormente ser demasiado grande.
Há notícia de que, em 1866, celebrou-se no palacete o casamento entre Orísia Pinto Leite e Arsénio Pinto Leite, primos e ambos moradores no dito palacete. Não é demais sublinhar que, nesta família, o casamento entre primos foi comum. A impressa da época elogia a casa, sóbria mas elegantíssima, comparando-a a uma rica moradia no melhor bairro de Londres.
O edifício possuía quartos de banhos principescamente luxuosos e tecnicamente inovadores, contando com torneiras banhadas a ouro e sanitários em porcelana de Sèvres. No exterior, ainda existe um pavilhão ou casa de fresco, espaço de lazer, também conhecido como casa das bonecas e uma estufa de floricultura.
Actualmente, a decoração da Casa do Campo Pequeno está marcada por modificações do início do século XX, que a tornaram menos sóbria aproximando-a das casas ricas da cidade. O seu carácter singular foi-se diluindo.